# الناصر (أسماء الله الحسنى)
الناصر هو اسم من أسماء الله الحسنى، اختلف العلماء في إثباته مع اتفاقهم على الإخبار به عن الله، وهو بمعنى المعين والميسر للغلبة.

## الدليل
استدل المثبتون لهذا الاسم بقول الله عز وجل: ﴿بَلِ اللَّهُ مَوْلَاكُمْ وَهُوَ خَيْرُ النَّاصِرِينَ ۝١٥٠﴾ [آل عمران:150].
وقد ورد في السنة في حديث المسور بن مخرمة قال رسول الله ﷺ: «إِنِّي رَسُولُ اللهِ، وَلَسْتُ أَعْصِيهِ، ‌وَهُوَ ‌نَاصِرِي»رواه البخاري (2731).

## معنى الاسم
- قال القرطبي: «وله معان، منها: العون، يقال: نصره الله على عدوه ينصره نصرًا، فهو ناصر ونصير للمبالغة، والاسم: النصرة، والنصير: الناصر، الجمع: الأنصار مثل شريف وأشراف، جمع الناصر نصر، مثل صاحب وصحب، واستنصره على عدوه أي سأله أن ينصره عليه، وتناصروا: نصر بعضهم بعضًا. ونصر الغيث الأرض أي غاثها، ونصرت الأرض فهي منصورة أي مطرت، ومن النصر الانتصار الامتناع من الظالم والاستظهار عليه، كقوله تعالى:

﴿وَلَمَنِ انْتَصَرَ بَعْدَ ظُلْمِهِ فَأُولَئِكَ مَا عَلَيْهِمْ مِنْ سَبِيلٍ ۝٤١﴾ [الشورى:41] وانتصر من انتقم، والنصر: العطاء. قال رؤبة:
 والنصر: المنع ومنه قوله تعالى: ﴿فَمَن يَنصُرُنِی مِنَ ٱللَّهِ إِنۡ عَصَيۡتُهُۥۖ﴾ [هود:63]، وقيل: الإتيان والمجيء، قال الشاعر:
 فهذا الاسم في معنى المولى والمغيث والمجيب على ما تقدم، إلا أن النصر في الأغلب لا يكون إلا على الأكفاء أو ما يكون فوق الأكفاء، وفيما يحتاج فيه إلى الاستعداد والمناجزة بالمجاهدة والمرابطة والمصابرة، وأما الغياث والغوث فعند الشدائد قال رسول الله ﷺ: «واعلم أن النصر مع الصبر، والفرج مع الكرب، وأن مع العسر يسرًا»، وقال الله تعالى: ﴿وَٱصۡبِرُوۤاْۚ إِنَّ ٱللَّهَ مَعَ ٱلصَّـٰبِرِينَ ۝٤٦﴾ [الأنفال:46]، أاي بالنصر، والنصر: العون على ما تقدم، وإليه يرجع معنى نَ صَ رَ كيفا تصرف، فإن قيل: كيف قال تعالى: ﴿إِن تَنصُرُواْ ٱللَّهَ يَنصُرۡكُمۡ﴾ [محمد:7]، والنصر هو العون والله سبحانه لا يجوز عونه قولًا ولا يتصور فعلًا؟ فالجواب من أوجه أحدها: إن تنصروا دين الله بالجهاد عنه ينصركم، الثاني: إن تنصروا أولياء الله بالدعاء، الثالث: إن تنصروا نبي الله، وأضاف النصر إلى الله تشريفًا للنبي ﷺ وأوليائه وللدين، كما قال تعالى: ﴿مَنْ ذَا الَّذِي يُقْرِضُ اللَّهَ قَرْضًا حَسَنًا﴾ [البقرة:245]، فأضاف القرض إليه تسلية للفقير. وجاء فعل النصر في مواضع كثيرة وهو من صفات الأفعال مضافًا إلى من خصه الله بالنصرة وهم الملائكة والمؤمنون لا غير، فإن حقيقة النصر المعونة بطريق التولي والمحبة، والمعونة على الشر لا تسمى نصرًا ولذلك لا يقال في الكافر إذا ظفر بالمؤمن: إنه منصور عليه، بل يقال هو مسلط عليه».
- قال الحليمي: «الناصر وهو الميسر للغلبة».[3]

## بعض من أثبت هذا الاسم لله
من العلماء الذين صرحوا بإثبات هذا الاسم لله عز وجل:
1. محمد بن إسحاق بن منده(ت395هـ)، قال: «ومن أسماء الله عز وجل ‌النور والناصر والنصير والنذير».[4]
2. الغزالي، قال في ‌‌«الْفَصْلِ الأول فِي بَيَان أَن ‌أَسمَاء ‌الله تَعَالَى من حَيْثُ التَّوْقِيف غير مَقْصُورَة على تِسْعَة وَتِسْعين»: «وَقد ورد أَيْضا فِي الْقُرْآن مَا لَيْسَ مُتَّفقا عَلَيْهِ فِي الرِّوَايَتَيْنِ جَمِيعًا كالمولى والنصير وَالْغَالِب والقريب والرب ‌والناصر».[5]
3. الحليمي.[3]
4. ابن الوزير(ت 840هـ).[6]
5. أبو عبد الله القرطبيُّ.[1]
6. أبوبكر البَيهقي.[7]

## من نفى هذا الاسم
1. بكر بن عبد الله أبو زيد، قال: «ومن هذا الغلطُ في التعبيد لأسماءٍ يُظنُّ أنَّها من ‌أسماءِ ‌اللهِ تعالى وليستْ كذلك؛ مثل: عبدِالمقصودِ، عبدِالستَّارِ، عبدِالموجودِ، عبد المعبودِ عبدِالهوه، عبد المُرْسِل، عبد الوحيد، عبد الطالب، عبد ‌الناصر، عبد القاضي، عبد الجامع، عبد الحنان، عبد الصاحب - لحديث: «الصاحب في السفر» - عبد الوفي.. فهذه يكونُ الخطأُ فيهمن جهتين: - من جهةِ تسميةِ اللهِ بما لم يردْ بِهِ السَّمعُ، وأسماؤهُ سبحانه توقيفيَّةٌ على النصِّ مِن كتابٍ أو سنَّةٍ. - والجهةُ الثانيةُ: التَّعبيدُ بما لم يسمِّ اللهُ بهِ نفسه ولا رسولُه ﷺ. وكثير منها من صفات الله العُلى، لكن قد غلط غلطاً بيناً من جعل لله من كل صفة: اسماً واشتق له منها، فقول الله تعالى: ﴿وَاللَّهُ يَقْضِي بِالْحَقِّ﴾ [غافر:20] لا يشتق لله منها: اسم القاضي، لهذا فلا يقال: عبد القاضي».[8]
2. علوي بن عبد القادر السقاف: قال: «(‌الناصر): ليس من ‌أسماء ‌الله تعالى، وعليه؛ فلا يصح التعبد به؛ مثل: عبد ‌الناصر».[9]
3. اللجنة الدائمة للبحوث العلمية والإفتاء بالسعودية قالت: «لفظ (المحسن) و (الإله) من ‌أسماء ‌الله سبحانه، وأما لفظ: (‌الناصر) و (العاطي) فليسا من ‌أسماء ‌الله تعالى، لهذا فلا يجوز التعبيد بهما».[10]
4. محمد بن خليفة بن علي التميمي، ذكر اسم الناصر في فصل الأسماء التي يرجح عدم ثبوتها.[7]